# Едуардо Рідель
Едуардо Рідель (порт. Eduardo Riedel; нар. 5 липня 1969) — політик бразилець, нинішній губернатор Мату-Гросу-ду-Сул з 1 січня 2023 року.
Вже займав посаду державного секретаря з питань інфраструктури Мату-Гросу-ду-Сул з 22 лютого 2022 року по 1 січня 2023 року 
Народився в Ріо-де-Жанейро, Бразилія, 5 липня 1969 року в сім'ї Сейли Гарсіа Корреа та Нельсона Ріделя. Він закінчив Федеральний університет Ріо-де-Жанейро, Фонд Гетуліо Варгаса та Європейський інститут ділового адміністрування.
Він був державним секретарем з питань інфраструктури Мату-Гросу-ду-Сул з 22 лютого 2022 року по 2 квітня 2023 року. Рідель був президентом Союзу Маракажу, Мату-Гросу-ду-Сул у 1999 році та віце-президентом Федерації сільського господарства та тваринництва Мату-Гросу-ду-Сул, а також був директором Національної конфедерації сільського господарства (CNA). Між 2012 і 2014 роками він був президентом Famasul, незабаром після цього він обіймав посаду державного секретаря з питань уряду та стратегічного управління Мату-Гросу-ду-Сул під час уряду Рейнальдо Азамбуджі, на якій він залишався до 2021 року. У липні 2021 року Рейнальдо Азамбуджа призначив його головою Керівного комітету Програми економічного здоров’я та безпеки (Proseguir).
У 2022 році він балотувався на виборах штату в Мату-Гросу-ду-Сул на посаду губернатора, а Барбосінья – на посаду віце-губернатора. 2 жовтня 2022 року він набрав 361 981 голос (25,16%) і вийшов у другий тур із кандидатом Ренаном Контаром.   

## Кар'єра
У 1995 році він взяв на себе управління сільською власністю сім'ї в Маракажу, набуваючи досвіду управління. Відтоді він обіймав керівні посади. 
У 2015 році Рідель пішов у відставку з посади президента-директора Famasul (2012-2014), зайнявши посаду голови Державного секретаріату з питань уряду та стратегічного управління Мату-Гросу-ду-Сул в уряді Рейнальдо Азамбуджі, на якій він обіймав посаду. залишився до 2021 року.  

## Кандидат до уряду Мату-Гросу-ду-Сул
У 2022 році він балотувався на виборах штату в Мату-Гросу-ду-Сул на посаду губернатора, а Барбосінья став віце-губернатором. 2 жовтня 2022 року він набрав 361 981 голос (25,16%) і вийшов у другий тур із кандидатом Ренаном Контаром .  30 жовтня 2022 року він був обраний губернатором, набравши 808 210 голосів (56,90%), залишивши кандидата Ренана Контара з 612 113 голосами (43,10%). 

## Губернатор Мату-Гросу-ду-Сул
6 грудня 2022 року Рідель оголосив, що деякі імена залишаться в секретаріаті його уряду, імена колишнього уряду Азамбуджі . 
13 грудня 2022 року він офіційно оголосив імена державних секретарів, які приступлять до виконання обов’язків 1 січня 2023 року. Перший ешелон Riedel вже був закритий за тиждень до оголошення. 
Його інавгурація відбудеться 1 січня 2023 року в Законодавчих зборах Мату-Гросу-ду-Сул .

## Особисте життя
У 1994 році він одружився з Монікою Морайс, від якої має двох дітей: Марселу та Рафаеля.